# آندری آگانیتس
آندری آگانیتس (استونیایی: Andri Aganits؛ زادهٔ ۷ سپتامبر ۱۹۹۳) بازیکن والیبال اهل استونی است.
از باشگاه‌هایی که در آن بازی کرده‌است می‌توان به باشگاه والیبال نولیکو مازک اشاره کرد.